# Araruama
Araruama város Brazíliában, Rio de Janeiro államban. Lakosainak száma 129 671 fő (2022). Araruama Arraial do Cabo, Saquarema, Iguaba Grande, São Pedro da Aldeia, Silva Jardim, Cabo Frio, Casimiro de Abreu és Rio Bonito községekkel határos.

## Népesség
A település népességének változása:
| Lakosok száma | 82 803 | 112 008 | 134 293 | 136 109 | 129 671 |
|               | 2000   | 2010    | 2020    | 2021    | 2022    |